# Пересто-купести облаци
Пересто-купестите облаци (Cirrocumulus) е един от трите основни вида високи тропосферни облаци. Те обикновено се образуват на надморска височина от 5 до 12 km чрез атмосферна конвекция. За разлика от другите високи облаци (перести и пересто-слоести), пересто-купестите облаци включват малко количество течни водни капчици, макар те да са в преохладено състояние. Преобладават ледените кристали, като те обикновено карат преохладените водни капчици в облака да замръзнат, превръщайки пересто-купестия облак в пересто-слоест. Този процес може също да предизвика валежи под формата на вирга, съставена от лед или сняг.
Пересто-купестите облаци имат кратък живот и обикновено се сформират като част от краткотрайния преходен етап в област с перести облаци. Възможно е да се образуват и като резултат от разпадането на купесто-дъждовна наковалня. Формално, терминът се отнася за всеки индивидуален пересто-купест облак, но обикновено се използва за назоваване на цял участък от такива облаци.
В пересто-купестите облаци могат да възникнат условия за наблюдение на хало или пръстени около Слънцето и Луната.

## Образуване
Пересто-купестите облаци попада в категория, за която са присъщи както перести, така и купести характеристики. Те представляват бели, разпокъсани пластове с вълни или туфи, без сиви нюанси. Всеки отделен облак е не по-голям от пръст при изпъната ръка. Облаците обикновено са разположени в редици.
Пересто-купестите облаци се различават от високо-купестите в няколко отношение, макар двата типа облаци да могат да възникнат заедно без ясна граница помежду им. Пересто-купестите облаци обикновено се появяват на по-висока надморска височина от високо-купестите и изглеждат по-малки, тъй като се намират на по-голямо разстояние от наблюдателя на земята. Освен това те са по-студени. Пересто-купестите облаци никога не хвърлят сянка върху повърхността и са полупрозрачни в известна степен. Обикновено се срещат сред други видове перести облаци в небето и често представляват преходната фаза между тези други видове. Това често се случва в периферията на топъл фронт, където се срещат много видове перести облаци.
Пересто-купестите облаци отразяват червените и жълтите цветове по време на изгрев и залез, поради което се считат от мнозина за едни от най-красивите облаци. Това се случва, защото те отразяват неразсеяните лъчи светлина от утринното или вечерното Слънце.

## Видове
- Cirrocumulus stratiformis – имат формата на сравнително обширен слой, понякога с прекъсвания;[9]
- Cirrocumulus lenticularis – петна с формата на леща или бадем, които често са много издължени и обикновено с добре дефинирани очертания;[9]
- Cirrocumulus castellanus – някои елементи са вертикално развити под формата на малки кули, издигащи се от обща хоризонтална основа;[9]
- Cirrocumulus floccus – имат много малки туфи, чиито долни части са разкъсани в известна степен.[9]

## Разновидности
- Cirrocumulus undulatus – една или повече системи с вълнообразни очертания;[9]
- Cirrocumulus lacunosus – слой с малки относително равномерно разпределени кръгли отвори, много от които с ръбести краища.[9]

## Влияние
Този вид облаци най-често възниква под формата на цели участъци. Ако се пересто-купестите облаци се появят заедно с перести или пересто-слоести облаци, разпръснати из небето, това обикновено означава дъжд след около 8 – 10 часа (или повече, ако фронтът се движи бавно). Ако участъците са малки, това обикновено означава продължение на хубавото време, макар и невинаги. Ако се появяват след дъжд, те обикновено предвещават подобрение на времето.